# Lamleupung
Lamleupung is een bestuurslaag in het regentschap Aceh Besar van de provincie Atjeh, Indonesië. Lamleupung telt 621 inwoners (volkstelling 2010).